# Graham Mann
Graham Hargrave Mann (26 de junho de 1924 — 1 de abril de 2000) foi um velejador britânico, medalhista olímpico. Ele competiu nos Jogos Olímpicos de Verão de 1956 na classe Dragon e conquistou a medalha de bronze, ao lado de Ronald Backus e Jonathan Janson. Eles navegaram no Bluebottle, barco de quilha idealizado pela Camper and Nicholsons, que havia sido um presente de casamento do Island Sailing Club para a então princesa Elizabeth e o príncipe Philip.
Em 1960, em Roma, terminou como capitão do Salamander terminou a regata em sétimo lugar.